# Mbulelo Botile
Mbulelo Botile (* 23. Juli 1972 in Duncan Village, East London) ist ein ehemaliger südafrikanischer Boxer im Feder- und Bantamgewicht.

## Karriere
Botile, der seit 1989 als Profi kämpfte, wurde bereits mit seinem 12. Kampf südafrikanischer Meister im Bantamgewicht. In seinem 16. Kampf traf er auf den Kolumbianer Harold Mestre um den Weltmeistertitel der IBF. Dabei schlug er Mestre in der zweiten Runde schwer k.o. In der Folgezeit verteidigt Botile den Titel fünf Mal in Folge, bevor er ihn am 19. Juli 1997 an Tim Austin verlor, dem er durch technischen K. o. unterlag.
Im Dezember boxte Botile gegen den britischen Normalausleger Paul Ingle um die IBF-Weltmeisterschaft im Federgewicht und gewann technischen Knockout in der 12. Runde. Bereits bei seiner ersten Titelverteidigung am 6. April des darauffolgenden Jahres gegen den Rechtsausleger Frankie Toledo verlor er jedoch klar und einstimmig nach Punkten. Auch ein weiterer Titelkampf, diesmal um den International-Boxing-Organization-Titel im Superfedergewicht, ging im Oktober 2002 gegen Cassius Baloyi verloren. Ein letzter Kampf Botiles fand zweieinhalb Jahre später statt, als er im Kampf um den Panafrikanischen Titel der WBA seinem Landsmann Anthony Tshehla unterlag.
Botile wurde von Khaya Jekwa gemanagt und von Mzi Mnguni trainiert.